# IAE V2500 SuperFan
L'IAE V2500 SuperFan fou un estudi de disseny d'un turboventilador d'engranatges de molt alt índex de derivació desenvolupat a partir de l'IAE V2500. Desenvolupat per l'aliança d'empreses International Aero Engines, fou ofert com a opció de planta motriu principal del futur avió comercial europeu Airbus A340 a mitjans de la dècada del 1980.
Tot i que diversos clients havien signat contractes preliminars per a aquesta versió del motor, el març del 1987 els dirigents d'IAE decidiren aturar el desenvolupament del SuperFan, cosa que obligà Airbus a revisar parcialment el disseny de l'A340.